# Zapasy na Letnich Igrzyskach Olimpijskich 2004 – kategoria 120 kg w stylu wolnym
Rywalizacja w wadze 120 kg mężczyzn w zapasach w stylu wolnym na Letnich Igrzyskach Olimpijskich 2004 została rozegrana 27 i 28 sierpnia. Zawody odbyły się w hali Ano Liosia Olympic Hall w Ano Liosia.
W zawodach wzięło udział 20 zawodników.

## Klasyfikacja[1]
| Pozycja | Nazwisko                    | Kraj              |
| ------- | --------------------------- | ----------------- |
|         | Artur Tajmazow              | Uzbekistan        |
|         | Ali Reza Rezaji             | Iran              |
|         | Aydın Polatçı               | Turcja            |
| 4       | Marid Mutalimow             | Kazachstan        |
| 5       | Alexis Rodríguez            | Kuba              |
| 6       | Kuramagomied Kuramagomiedow | Rosja             |
| 7       | Kerry McCoy                 | Stany Zjednoczone |
| 8       | Bożidar Bojadżiew           | Bułgaria          |
| 9       | Sven Thiele                 | Niemcy            |
| 10      | Francesco Miano-Petta       | Włochy            |
| 11      | Marek Garmulewicz           | Polska            |
| 12      | Gelegdżamcyn Ösöchbajar     | Mongolia          |
| 13      | Nestoras Badzelas           | Grecja            |
| 14      | Aleksi Modebadze            | Gruzja            |
| 15      | Palwinder Singh Cheema      | Indie             |
| 16      | Jurij Mildzichow            | Kirgistan         |
| 17      | Barys Hrynkiewicz           | Białoruś          |
| 18      | Ottó Aubéli                 | Węgry             |
| 19      | Rareș Chintoan              | Rumunia           |
| 20      | Serhij Priadun              | Ukraina           |

## Zasady
Uczestnicy zostali podzielni na grupy. Najlepszy zawodnik awansował do dalszej rywalizacji w rundzie finałowej.
- TF – Łopatki
- PP – Na punkty (Pokonany zdobył punkty)
- PO – Na punkty (Pokonany bez punktów)
- PA – Kontuzja
- ST – Przewaga (10 punktów różnicy, przewaga techniczna)
- CP – Punkty
- TP – Punkty techniczne/Czas

## Wyniki[2]

### Grupa 1
| Miejsce | Zawodnik               | Kraj       | W | P | CP | TP |
| ------- | ---------------------- | ---------- | - | - | -- | -- |
| 1       | Artur Tajmazow         | Uzbekistan | 2 | 0 | 8  | 20 |
| 2       | Marek Garmulewicz      | Polska     | 1 | 1 | 3  | 6  |
| 3       | Palwinder Singh Cheema | Indie      | 0 | 2 | 1  | 4  |

| Zapaśnik 1             | Zapaśnik 2             | CP  |    | TP   |
| ---------------------- | ---------------------- | --- | -- | ---- |
| Artur Tajmazow         | Marek Garmulewicz      | 4-0 | ST | 10-0 |
| Palwinder Singh Cheema | Artur Tajmazow         | 0-4 | ST | 0-10 |
| Marek Garmulewicz      | Palwinder Singh Cheema | 3-1 | PP | 6-4  |

### Grupa 2
| Miejsce | Zawodnik                    | Kraj   | W | P | CP | TP |
| ------- | --------------------------- | ------ | - | - | -- | -- |
| 1       | Kuramagomied Kuramagomiedow | Rosja  | 2 | 0 | 6  | 11 |
| 2       | Aleksi Modebadze            | Gruzja | 1 | 1 | 3  | 5  |
| 3       | Ottó Aubéli                 | Węgry  | 0 | 2 | 0  | 0  |

| Zapaśnik 1                  | Zapaśnik 2                  | CP  |    | TP  |
| --------------------------- | --------------------------- | --- | -- | --- |
| Ottó Aubéli                 | Kuramagomied Kuramagomiedow | 0-3 | PO | 0-6 |
| Aleksi Modebadze            | Ottó Aubéli                 | 3-0 | PO | 5-0 |
| Kuramagomied Kuramagomiedow | Aleksi Modebadze            | 3-0 | PO | 5-0 |

### Grupa 3
| Miejsce | Zawodnik          | Kraj    | W | P | CP | TP |
| ------- | ----------------- | ------- | - | - | -- | -- |
| 1       | Alexis Rodríguez  | Kuba    | 2 | 0 | 7  | 18 |
| 2       | Nestoras Badzelas | Grecja  | 1 | 1 | 3  | 5  |
| 3       | Serhij Priadun    | Ukraina | 0 | 2 | 0  | 0  |

| Zapaśnik 1        | Zapaśnik 2        | CP  |    | TP   |
| ----------------- | ----------------- | --- | -- | ---- |
| Alexis Rodríguez  | Nestoras Badzelas | 4-0 | ST | 10-0 |
| Serhij Priadun    | Alexis Rodríguez  | 0-3 | PO | 0-8  |
| Nestoras Badzelas | Serhij Priadun    | 3-0 | PO | 5-0  |

### Grupa 4
| Miejsce | Zawodnik       | Kraj    | W | P | CP | TP |
| ------- | -------------- | ------- | - | - | -- | -- |
| 1       | Aydın Polatçı  | Turcja  | 2 | 0 | 7  | 15 |
| 2       | Sven Thiele    | Niemcy  | 1 | 1 | 4  | 5  |
| 3       | Rareș Chintoan | Rumunia | 0 | 2 | 0  | 0  |

| Zapaśnik 1     | Zapaśnik 2     | CP  |    | TP   |
| -------------- | -------------- | --- | -- | ---- |
| Rareș Chintoan | Sven Thiele    | 0-3 | PO | 0-4  |
| Aydın Polatçı  | Rareș Chintoan | 4-0 | ST | 10-0 |
| Sven Thiele    | Aydın Polatçı  | 1-3 | PP | 1-5  |

### Grupa 5
| Miejsce | Zawodnik              | Kraj              | W | P | CP | TP |
| ------- | --------------------- | ----------------- | - | - | -- | -- |
| 1       | Marid Mutalimow       | Kazachstan        | 3 | 0 | 9  | 10 |
| 2       | Kerry McCoy           | Stany Zjednoczone | 2 | 1 | 7  | 12 |
| 3       | Francesco Miano-Petta | Szwajcaria        | 1 | 2 | 4  | 0  |
| 4       | Jurij Mildzichow      | Kirgistan         | 0 | 3 | 2  | 1  |

| Zapaśnik 1            | Zapaśnik 2       | CP  |    | TP  |
| --------------------- | ---------------- | --- | -- | --- |
| Francesco Miano-Petta | Kerry McCoy      | 0-3 | PO | 0-7 |
| Marid Mutalimow       | Jurij Mildzichow | 3-1 | PP | 3-2 |
| Francesco Miano-Petta | Marid Mutalimow  | 0-3 | PO | 0-3 |
| Kerry McCoy           | Jurij Mildzichow | 3-0 | PO | 4-0 |
| Francesco Miano-Petta | Jurij Mildzichow | 4-0 | PA |     |
| Kerry McCoy           | Marid Mutalimow  | 1-3 | PP | 1-4 |

### Grupa 6
| Miejsce | Zawodnik                | Kraj     | W | P | CP | TP |
| ------- | ----------------------- | -------- | - | - | -- | -- |
| 1       | Ali Reza Rezaji         | Iran     | 3 | 0 | 9  | 15 |
| 2       | Bożidar Bojadżiew       | Bułgaria | 2 | 1 | 7  | 9  |
| 3       | Gelegdżamcyn Ösöchbajar | Mongolia | 1 | 2 | 3  | 6  |
| 4       | Barys Hrynkiewicz       | Białoruś | 0 | 3 | 1  | 1  |

| Zapaśnik 1              | Zapaśnik 2              | CP  |    | TP   |
| ----------------------- | ----------------------- | --- | -- | ---- |
| Ali Reza Rezaji         | Bożidar Bojadżiew       | 3-0 | PO | 5-0  |
| Gelegdżamcyn Ösöchbajar | Barys Hrynkiewicz       | 3-0 | PO | 6-0  |
| Ali Reza Rezaji         | Gelegdżamcyn Ösöchbajar | 3-0 | PO | 3-0  |
| Bożidar Bojadżiew       | Barys Hrynkiewicz       | 3-1 | PP | 5-1  |
| Ali Reza Rezaji         | Barys Hrynkiewicz       | 3-0 | PO | 7-0  |
| Bożidar Bojadżiew       | Gelegdżamcyn Ösöchbajar | 4-0 | TF | 3:22 |

### Runda finałowa[3]
|  | Ćwierćfinały                | Ćwierćfinały                | Ćwierćfinały |  |  | Półfinały       | Półfinały       | Półfinały |  |                | Finał                 | Finał                 | Finał                 |
|  |                             |                             |              |  |  |                 |                 |           |  |                |                       |                       |                       |
|  | Artur Tajmazow              | Artur Tajmazow              | 7            |  |  |                 |                 |           |  |                |                       |                       |                       |
|  | Kuramagomied Kuramagomiedow | Kuramagomied Kuramagomiedow | 3            |  |  | Artur Tajmazow  | Artur Tajmazow  | 3         |  |                |                       |                       |                       |
|  | Alexis Rodríguez            | Alexis Rodríguez            | 1            |  |  | Aydın Polatçı   | Aydın Polatçı   | 0         |  |                |                       |                       |                       |
|  | Aydın Polatçı               | Aydın Polatçı               | 3            |  |  |                 |                 |           |  | Artur Tajmazow | Artur Tajmazow        | TF                    |                       |
|  |                             |                             |              |  |  |                 | Ali Reza Rezaji |           |  |                |                       |                       |                       |
|  |                             |                             |              |  |  | Marid Mutalimow | Marid Mutalimow | 1         |  |                |                       |                       |                       |
|  |                             |                             |              |  |  | Ali Reza Rezaji | Ali Reza Rezaji | 4         |  |                | Walka o brązowy medal | Walka o brązowy medal | Walka o brązowy medal |
|  |                             |                             |              |  |  |                 |                 |           |  |                |                       |                       |                       |
|  |                             |                             |              |  |  |                 |                 |           |  |                | Aydın Polatçı         | Aydın Polatçı         | 3                     |
|  |                             |                             |              |  |  |                 |                 |           |  |                | Marid Mutalimow       | Marid Mutalimow       | 1                     |

|  |                             |                  |    |
|  | o 5 miejsce                 |                  |    |
|  |                             |                  |    |
|  |                             |                  |    |
|  |                             |                  |    |
|  | Kuramagomied Kuramagomiedow |                  |    |
|  |                             |                  |    |
|  | Alexis Rodríguez            | Alexis Rodríguez | WO |
|  | Alexis Rodríguez            | Alexis Rodríguez | WO |
|  |                             |                  |    |